# Museo nazionale Alinari della fotografia
Il Museo nazionale Alinari della fotografia (MNAF), già Museo della storia della fotografia fratelli Alinari, è stato un museo di Firenze, situato nel complesso dell'ospedale di San Paolo in piazza Santa Maria Novella. È stato aperto dal 2006 al 2014.

## Storia e descrizione

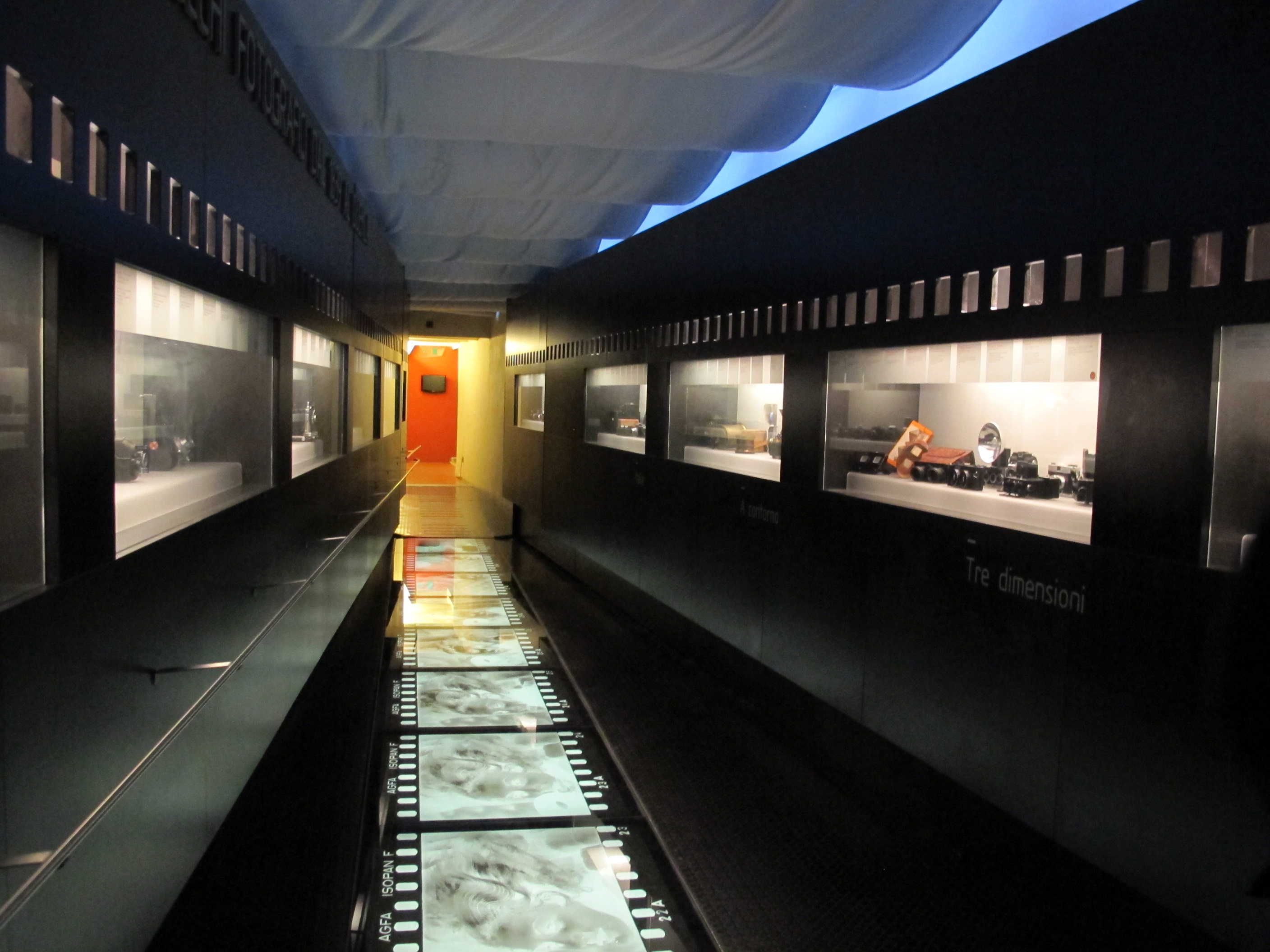
L'interno.

Un primo museo Alinari fu aperto nel 1985 con sede nel palazzo Rucellai, dal quale è stato in seguito spostato verso la showroom storico dello studio Alinari, dove si trovava il laboratorio e l'archivio fotografico. Trasferito in seguito in largo Alinari in collocazione temporanea, è stato riaperto il 1º novembre 2006 nelle ex-scuole leopoldine, una sede antica messa a disposizione dal comune di Firenze, all'interno di un più vasto progetto di riqualificazione della piazza.
È stato il primo museo dedicato esclusivamente alla fotografia in Italia.
Oltre all'organizzazione di mostre fotografiche, l'istituzione si occupava anche di conservazione e restauro dei supporti originali, con circa 350.000 positivi originali di tirature d'epoca, fra i quali spiccava un'unica collezione, per vastità e pregio artistico, di proto-fotografie, prese con tecniche del passato come la stampa all'albumina, al bromuro, su carta salata e poi calotipi, dagherrotipi, ambrotipi e stereoscopie.
Numerose sono state le raccolte e i lasciti che nel tempo hanno arricchito il museo, con opere dei più importanti maestri dell'Otto e Novecento, fra le quali, oltre ai fratelli Alinari stessi, spiccavano:
- Robert Anderson
- Vincenzo Balocchi
- Carlo Baravalle
- Felice Beato
- Alphonse Bernoud
- Samuel Bourne
- Bill Brandt
- Roger Fenton
- Frédéric Flacheron
- Wilhelm von Gloeden
- Paul Graham
- Robert McPherson
- Carlo Mollino
- Luciano Morpurgo
- Carlo Naya
- Mario Nunes Vais
- Domenico Riccardo Peretti Griva
- Giuseppe Primoli
- Robert Rive
- James Robertson
- Giorgio Sommer
- Giuseppe Wulz
- Mimmo Pintacuda

Nel 2020 le raccolte Alinari, sia digitali che cartacee, sono state acquistate dalla Regione Toscana, che progetta la riapertura del museo in una struttura apposita, non ancora individuata in modo definitivo.